# Huis Kemnade
Huis Kemnade in Wissel is een voormalige waterburcht in Kalkar in Kreis Kleve (Noordrijn-Westfalen). 
Het kasteel ligt met de oprijlaan aan de dorpsstraat gedeeltelijk omgeven door een slotgracht en bomen. Op het ommuurde erf staan grote vloedschuren. Het waterkasteel ligt binnen de ringdijk van Wissel in de laagvlakte van de Rijn. Nabijgelegen zijn het natuurgebied Wisseler Dünen en de ontzandingsplas Wisseler See.

## Geschiedenis

### Bezitters
- heren van Wischele
- Freiherren Van Spaen (2e helft 17e eeuw)
- Familie von Elsbergen (1728).[1]

### Renovaties
Het kasteel gaat terug op een havezate met een kemnade (gemetselde schoorsteen) uit 1368.
Wellicht staat deze op de plek van een verdedigingswerk dat in 1115 vernield werd, toen Frederik I van Schwarzenburg, bisschop van Keulen, het veroverde op de graaf van Kleef, die aan de kant van Keizer Hendrik V stond.
Er vond herbouw plaats in het midden van de 16e eeuw en een uitbreiding in baksteen in het midden van de 19e eeuw. Deze uitbreiding was in classicistische stijl met elementen van de neogotiek.
Sinds 2019 wordt huis Kemnade na een lange periode van leegstand weer bewoond en werden de vloedschuren gerestaureerd en het erf opnieuw ingericht. In de weekenden zijn enkele kamers van het huis van binnen te bekijken door het café op de begane grond te bezoeken.
Aangrenzend is een perceel van ca. 0,8 ha grasland ingericht als woonerf met nieuwbouwwoningen.

## Afbeeldingen

Afbeeldingen Huis Kemnade in Wissel
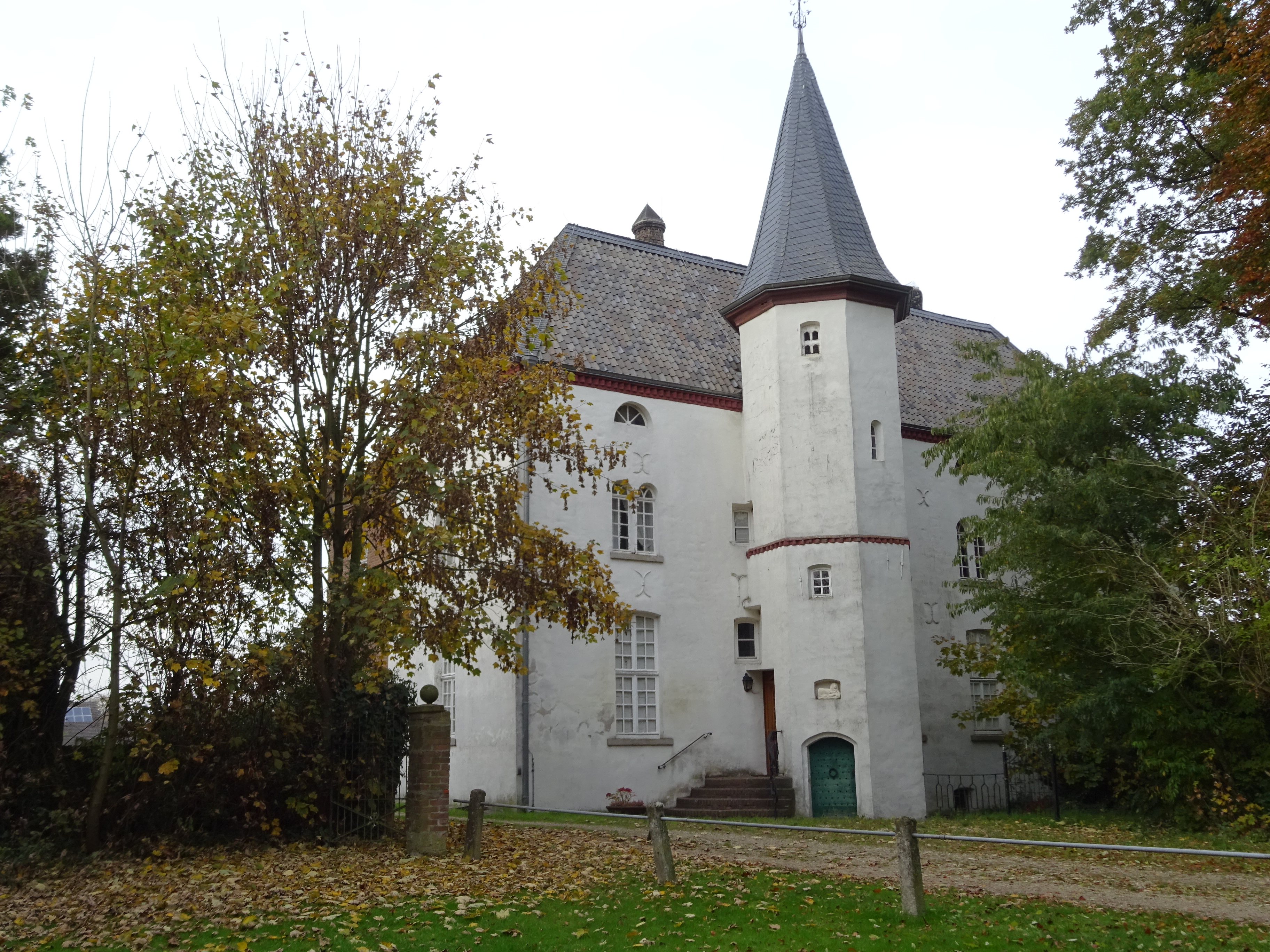
toren straatzijde
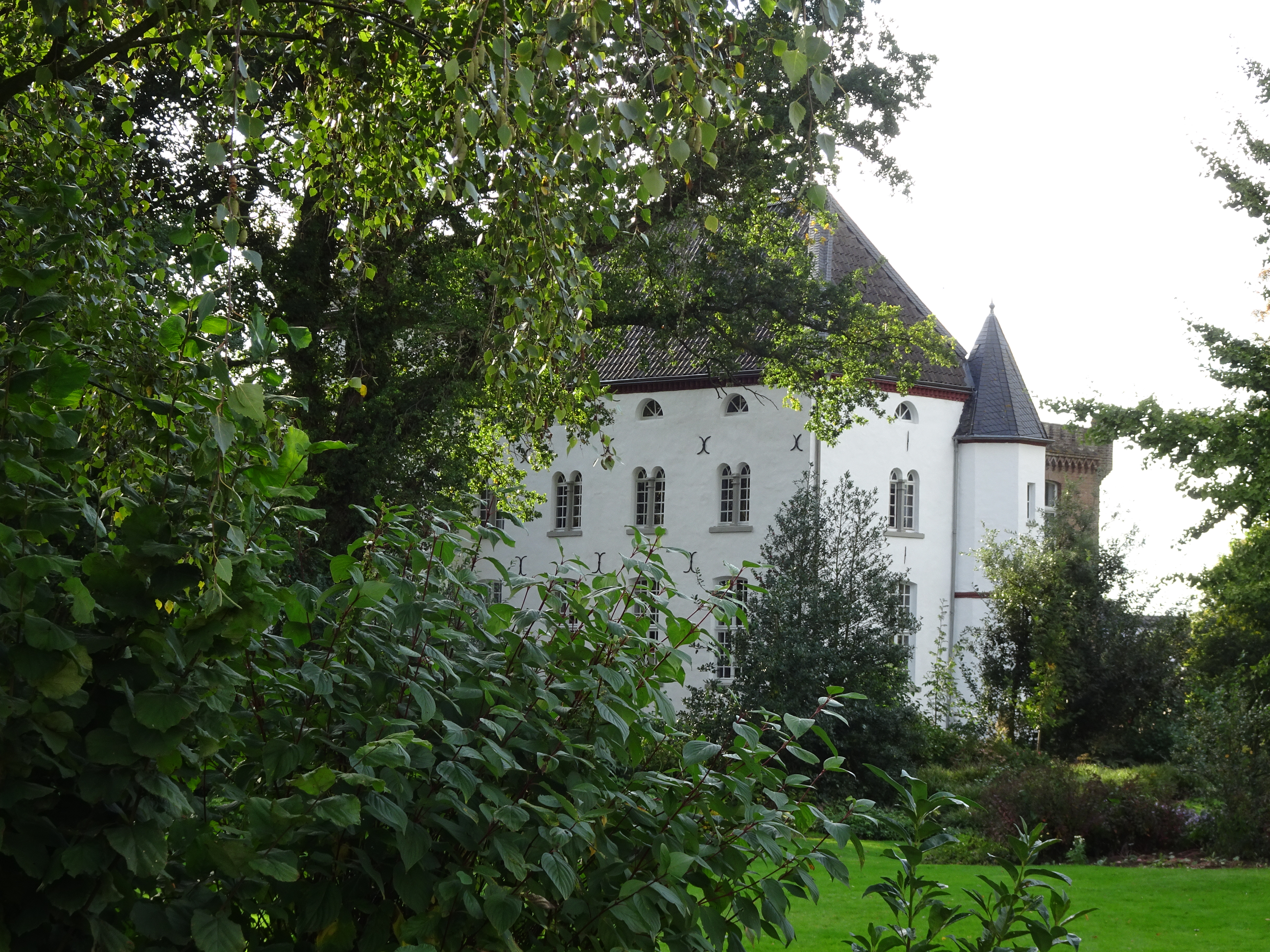
noordoosttoren
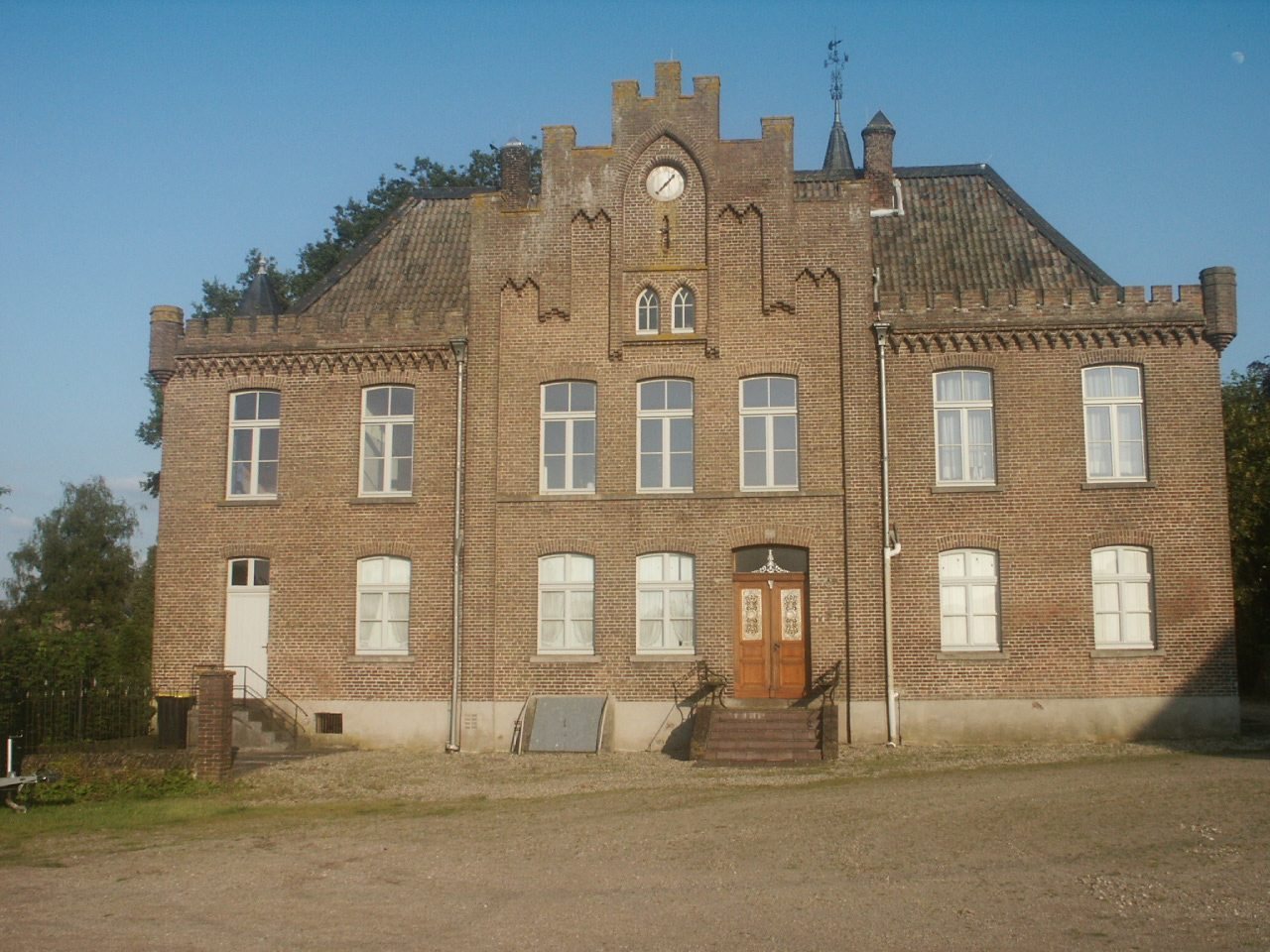
noordwestgevel, 2014
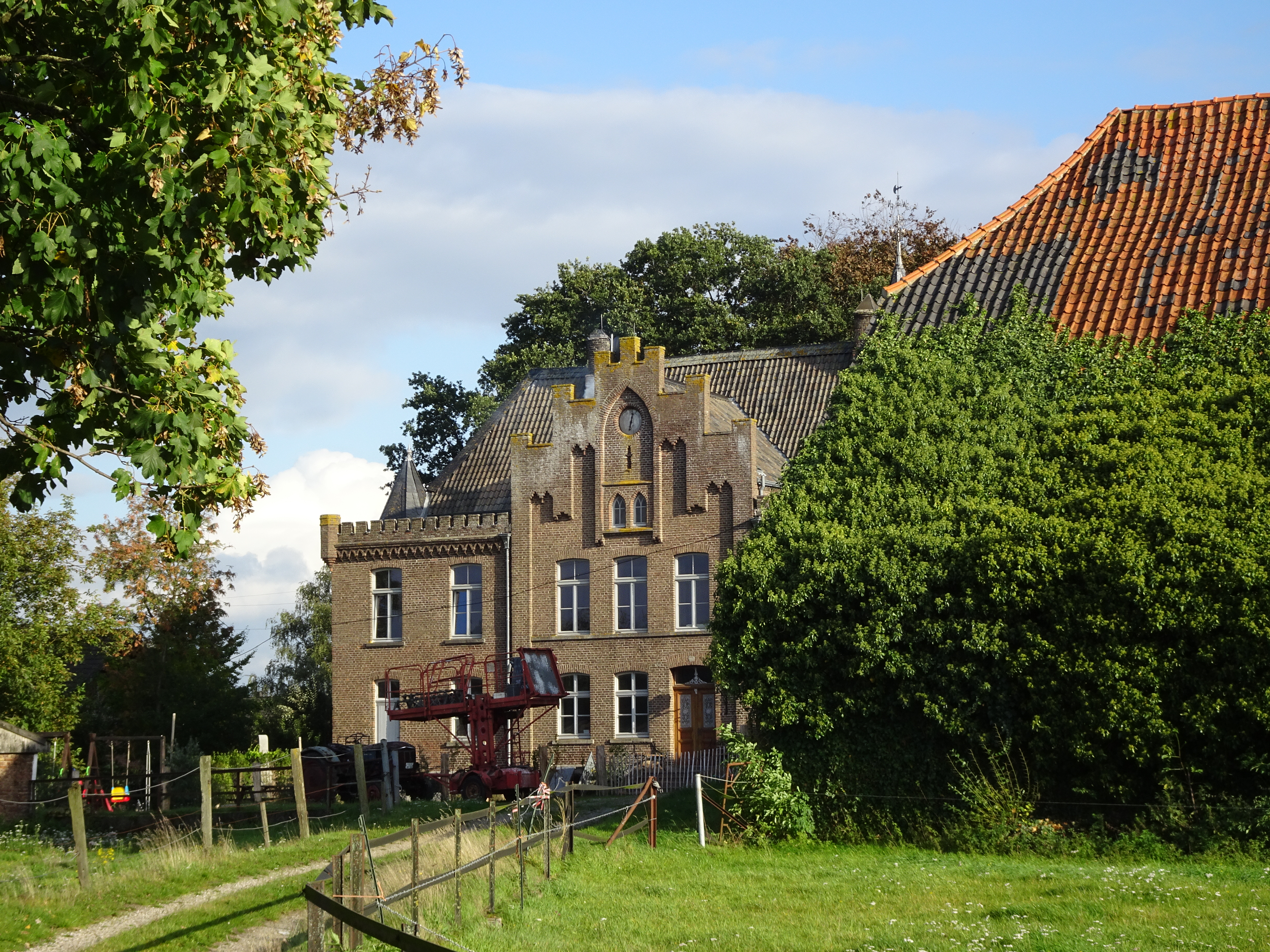
oprit erf noordzijde
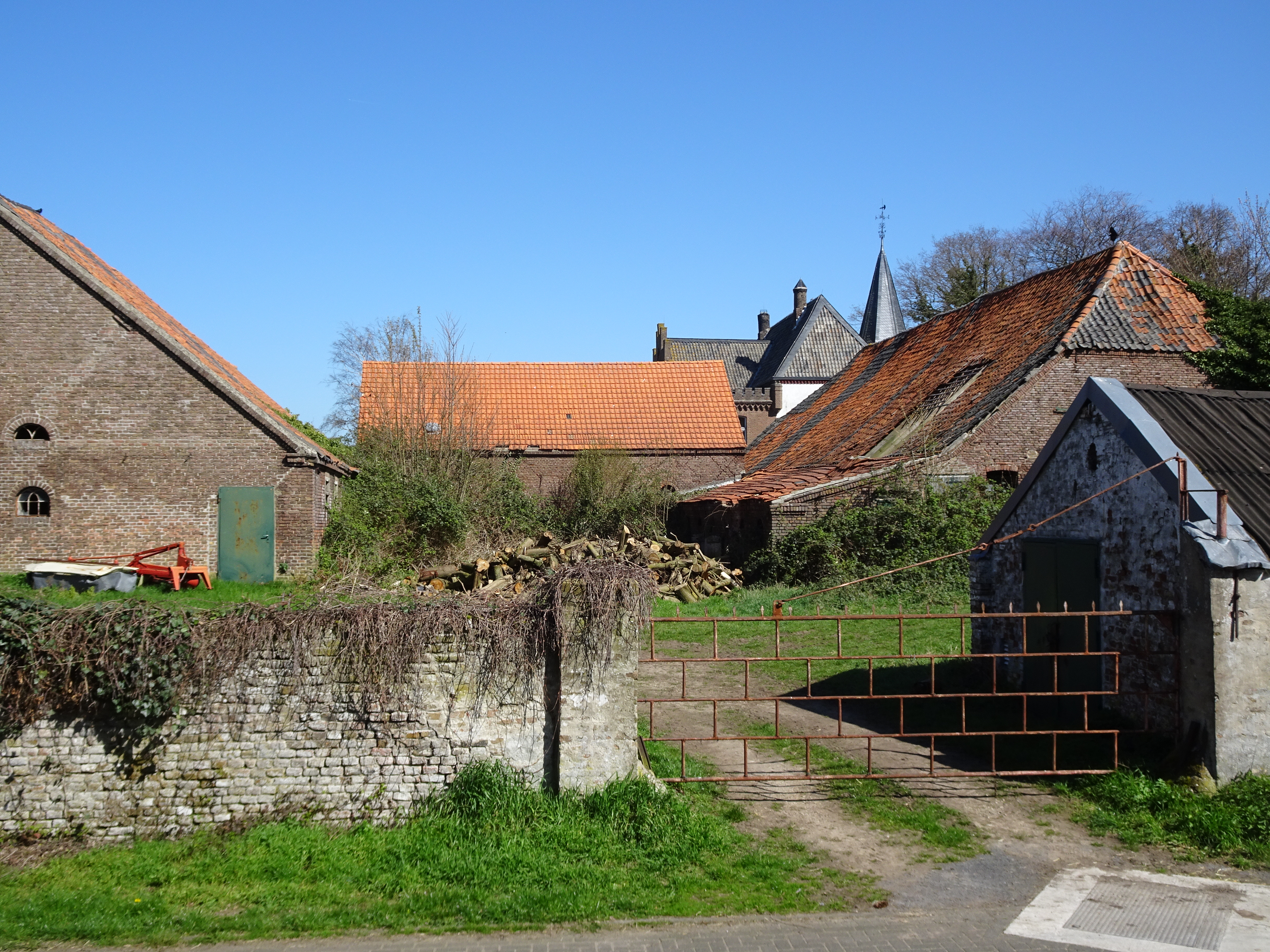
erf met muren en vloedschuren